# Värmland

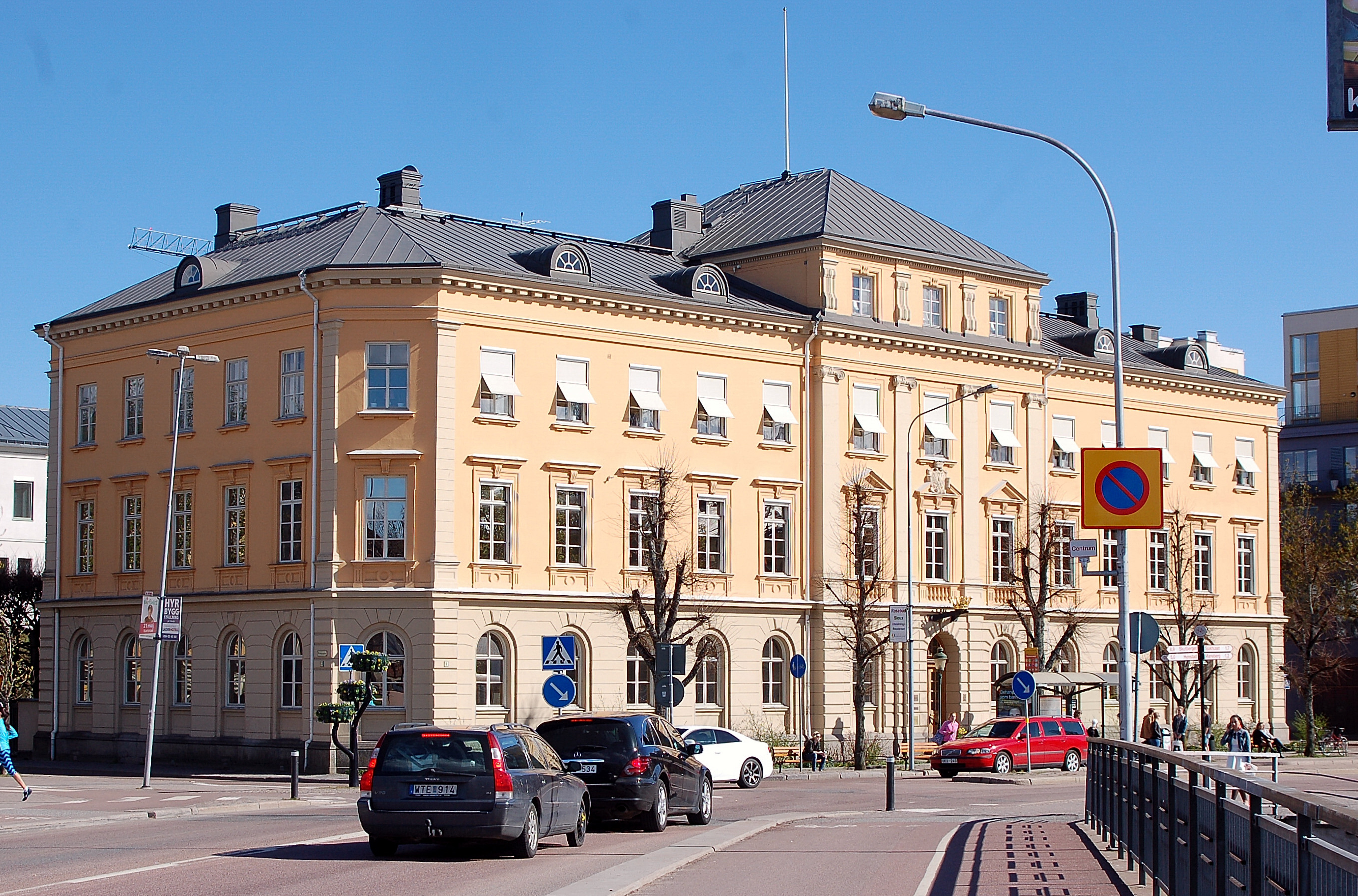
Rezydencja landshövdinga regionu administracyjnego Värmland

Värmland (szw. Värmlands län) – jeden ze szwedzkich regionów administracyjnych (län). Siedzibą władz regionu (residensstad) jest Karlstad.

## Geografia
Region administracyjny Värmland jest położony w południowo-zachodniej części Svealand i obejmuje prowincję historyczną (landskap) Värmland oraz mniejsze fragmenty Dalsland i Dalarna.
Graniczy z regionami administracyjnymi Dalarna, Örebro i Västra Götaland, a także z terytorium Norwegii (okręgi Østfold, Akershus i Hedmark).

### Demografia
31 grudnia 2014 r. Värmland liczył 274 691 mieszkańców (12. pod względem zaludnienia z 21 regionów administracyjnych Szwecji), gęstość zaludnienia wynosiła 15,6 mieszkańców na km².

## Gminy i miejscowości

### Gminy
Region administracyjny Värmland jest podzielony na 16 gmin:
| - Årjäng (9 804) - Arvika (25 771) - Eda (8 453) - Filipstad (10 613) - Forshaga (11 379) - Grums (8 958) - Hagfors (11 921) - Hammarö (15 256) - Karlstad (88 350) - Kil (11 885) - Kristinehamn (24 114) - Munkfors (3 656) - Säffle (15 334) - Storfors (4 106) - Sunne (13 099) - Torsby (11 992) |

Uwagi: W nawiasie liczba mieszkańców; stan na dzień 31 grudnia 2014 r.

### Miejscowości
10 największych miejscowości (tätorter) regionu administracyjnego Värmland (2010):
| #  | Miejscowość  | Gmina        | Liczba mieszkańców (2010) |
| -- | ------------ | ------------ | ------------------------- |
| 1  | Karlstad     | Karlstad     | 61 685                    |
| 2  | Kristinehamn | Kristinehamn | 17 839                    |
| 3  | Arvika       | Arvika       | 14 244                    |
| 4  | Skoghall     | Hammarö      | 13 265                    |
| 5  | Säffle       | Säffle       | 8 991                     |
| 6  | Kil          | Kil          | 7 842                     |
| 7  | Forshaga     | Forshaga     | 6 229                     |
| 8  | Filipstad    | Filipstad    | 6 022                     |
| 9  | Skåre        | Karlstad     | 5 402                     |
| 10 | Hagfors      | Hagfors      | 5 146                     |